# Hrvatska softbolska reprezentacija
Hrvatska softbolska reprezentacija predstavlja državu Hrvatsku u športu softbolu.
Krovna organizacija: Hrvatski softball savez

## Sudjelovanja na EP
- Prag 1993.: nisu sudjelovali
- Hørsholm 1995.: nisu sudjelovali
- Bussum 1997.: nisu sudjelovali
- Prag 1999.: nisu sudjelovali
- Antwerpen/Anvers 2001.: nisu sudjelovali
- Chočen 2003.: 8.
- Nijmegen 2005.: 8.
- Beveren 2007.: 6. (nisu zadnji!)
- Antwerpen/Hoboken 2009. : 3.

## Vanjske poveznice
- Na EP 2007.  Arhivirana inačica izvorne stranice od 10. srpnja 2007. (Wayback Machine)